# Graciela Giannettasio
Graciela María Giannettasio (Remedios de Escalada, 20 ottobre 1950 – 5 aprile 2022) è stata una politica e avvocata argentina.

## Biografia
Graciela Giannettasio nacque il 20 ottobre del 1950 a Remedios de Escalada, in Argentina.
Entrò all'Università di Buenos Aires dove cinque anni dopo conseguì il titolo di avvocata.
È stata ministra dell'Educazione fino al momento in cui Eduardo Duhalde non lasciò la carica di presidente.
Morì il 5 aprile del 2022, a 71 anni.